# Йорк, Барбара
Барбара Йорк (англ. Barbara Yorke), при рождении — Барбара Энн Элизабет Трубридж (Barbara Anne Elizabeth Troubridge; род. 1951[…], Великобритания) — британская историк, специализирующаяся на истории англосаксонской Англии. Является заслуженным профессором истории раннего средневековья Уинчестерского университета, а также почётным профессором археологии Раннего Средневековья Университетского колледжа Лондона. Она была вице-президентом Королевского исторического общества, а также членом Лондонского общества антиквариев.

## Биография
Барбара Энн Элизабет Трубридж родилась в 1951 году в Западном Суссексе. Она училась в Хоршамской высшей школе для девочек, где проявила интерес к истории, который был обусловлен историческим ландшафтом местности, которая была богата сохранившимися англосаксонскими церквями и средневековой архитектурой.
В 1969 году Барбара поступила на исторический факультет Эксетерского университета, возглавляемый историком-медиевистом профессором Фрэнком Бэрлоу, обучаясь двум циклам дисциплин — по истории и археологии. Она училась в группе под руководством Эйлин Фокс. Хотя средневековая археология в то время была сравнительно новой дисциплиной и была «бедным родственником» на историческом факультете, именно эта наука привлекла её интерес благодаря детскому увлечению ландшафтом Суссекса. После курса археолога Энн Хэмлин (Ann Hamlin; 1940—2003) по ранним христианским церквям в Британии и Ирландии Барбара получила представление об англосаксах. Её интерес к этой теме особенно усилился после прослушанного далее курса историка Мэри Энн О'Донован (Mary Anne O'Donovan) об англосаксонских церквях. В 1972 году Барбара получила степень бакалавра по истории и археологии с отличием, в своей работе она в том числе исследовала средневековый крестьянский дом, располагавшийся по соседству с домом её дедушки и бабушки.
Закончив университет, Барбара на год уехала в Ливерпульском университете, получая диплом администратора архивов. В это же время она познакомилась с Робертом Йорком — экспертом по геральдическим рукописям в Геральдической палате, который стал её мужем. Однако Барбара быстро поняла, что её не интересует архивное дело, поэтому в 1973 году вернулась в Эксетерский университет, где поступила в аспирантуру, став ученицей Фэрнка Бэрлоу. Её темой стало изучение англосаксонской королевской власти в начальный англосаксонский период. Непосредственным руководителем Барбары стал профессор Иван Рутс. В 1978 году она представила диссертацию на соискание степени доктора философии работу «Англосаксонская королевская власть на практике, 400—899 годы», которая была рассмотрена профессором Г. Р. Лойном. Защита прошла в Эксетерском университете в 1979 году. Эта работа стала важным шагом в рассмотрении исторического развития королевских генеалогий, а также привела к открытию новых направлений в изучении часто фрагментарных и весьма лаконичных источников.
Академическую карьеру Барбара Йорк начала в 1976 году, став преподавать в Эксетерском университете. В 1977 году перешла в Колледж короля Альфреда, позже преобразованный в Уинчестерский университет. В 1993 году она стала доцентом, а 2001 году — профессором. Причём это произошло в то время, когда из 11 тысяч профессоров Великобритании только 1700 были женщинами.
В 1990-е годы Барбарой было опубликовано несколько важных работ, посвящённых представлению королевской власти в ранних англосаксонских источниках. Кульминацией стала опубликованная в 1990 году книга «Короли и королевства ранней англосаксонской Англии». В 1995 году Барбара опубликовала вторую монографию — «Уэссекс в раннем средневековье». Хотя она интересовалась не только Уэссексом, именно это англосаксонское королевство стало центральным в её дальнейших опубликованных работах.
Важной темой для Барбары Йорк была религиозная принадлежность англосаксонских королевств, которая поднималась ей в работах о женских монастырях и религиозных интересах королевских семей. Занимала исследовательницу и тема восприятия англосаксонского прошлого после нормандского завоевания Англии в 1066 году.
Барбара Йорк была членом ряда сообществ. В 2012 году в знак признания заслуг ей было присвоено почётного профессора археологии Раннего Средневековья Университетского колледжа Лондона.
На пенсию Барбара Йорк ушла в 2011 году. В 2014 году ей была посвящена научная конференция «Святые, правители и ландшафты в Уэссексе в Раннем Средневековье».

## Членство в обществах
- Член Общества антиквариев[6].
- Член Королевского исторического общества[6].
- Член Исторической Ассоциации[6].
- Член Международного общества англосаксов[6].
- Член Королевского археологического института[6] (была его вице-президентом[10][11]).
- Член Общества средневековой археологии[6].
- Член Клуба любителей полевых исследований Гэмпшира[англ.][6].

## Основные публикации
- Yorke B. A. E. Anglo-Saxon Kingship in Practice, 400–899,” PhD thesis. — Univ. of Exeter, 1978.
- Yorke B. Kings and Kingdoms of Early Anglo-Saxon England. — London: Seaby, 1990. — 218 p. — ISBN 1-85264-027-8.
- Yorke B. Wessex in the Early Middle Ages. — Leicester University Press, 1995. — 367 p. — (Studies in the early history of Britain). — ISBN 978-0-718-51314-6.
- Yorke B. Bishop Aethelwold: His Career and Influence. — The Boydell Press, 1997. — ISBN 978-0-85115-705-4.
- Yorke B. The Anglo-Saxons. — Sutton, 1999. — ISBN 978-0-7509-2220-3.
- Yorke B. The Millenary Celebrations of King Alfred in Winchester 1901. — Winchester, 1999. — (Hampshire Papers 17).
- Yorke B. Nunneries and the Anglo-Saxon Royal Houses. — Continuum International, 2003. — ISBN 0-8264-6040-2.
- Yorke B. Alfredism: The Use and Abuse of King Alfred’s Reputation in Later Centuries (англ.) // ed. Timothy Reuter Alfred the Great. Papers from the Eleventh-Centenary Conferences. — Aldershot, 2003. — P. 361–380.
- Yorke B. The Conversion of Britain: Religion, Politics and Society in Britain, 600–800. — Longman, 2006. — ISBN 0-582-77292-3.